# Christian Joachimi
Christian Joachimi (* 21. Dezember 1948 in Frankfurt am Main; † 26. Oktober 2010 in Bonn) war ein deutscher Verwaltungsjurist. Mit seiner hohen Querschnittlähmung engagierte er sich im Behindertenwesen.

## Leben
Joachimi war Sohn des Ministerialdirektors Paul Joachimi und seiner Frau Ingeborg geb. Jahn. Nach dem Abitur in Bonn zog er sich an der Nordsee eine hohe Querschnittlähmung mit Tetraplegie zu. Er begann an der Philipps-Universität Marburg Rechtswissenschaft zu studieren. Am 4. Juni 1970 wurde er Corpsschleifenträger der väterlichen Teutonia Marburg. Mit einer Ausnahmegenehmigung des oKC 1971 (Heidelberg) erhielt er das Teutonenband. Er wechselte an die Ludwig-Maximilians-Universität München und bestand 1974 das Referendar- und 1977 das Assessorexamen. Zunächst bei der Bundesanstalt für Arbeit, war er 1978–1988 beim Landesarbeitsamt Düsseldorf, zuletzt als Verwaltungsrat. 1981 gründete er die Fördergemeinschaft der Querschnittgelähmten. Er war Behindertenbeauftragter der Stadt Bonn. 1997 erhielt er den Ludwig-Guttmann-Preis der Deutschsprachigen Medizinischen Gesellschaft für Paraplegiologie. Verheiratet war er seit 1977 mit Françoise geb. Quéméneur.